# TW Team
TW Team (voluit TW Team Alliance) is een Tsjechisch samenwerkingsverband van bedrijven dat sinds 2001 trams renoveert en herbouwt. Het samenwerkingsverband bestaat uit Pragoimex (Pragoimex a.s.), KOS (Krnovské opravny a strojírny s.r.o.) en VKV (VKV Praha s.r.o.).
Met de introdctie van de EVO types produceert men zelf ontwikkelde voertuigen. De EVO 1 bestaat uit een bak, de EVO 2 bestaat uit twee bakken. Van de laatste is in 2012 een prototype gemaakt, de productie is pas in 2019 begonnen.

## Producten

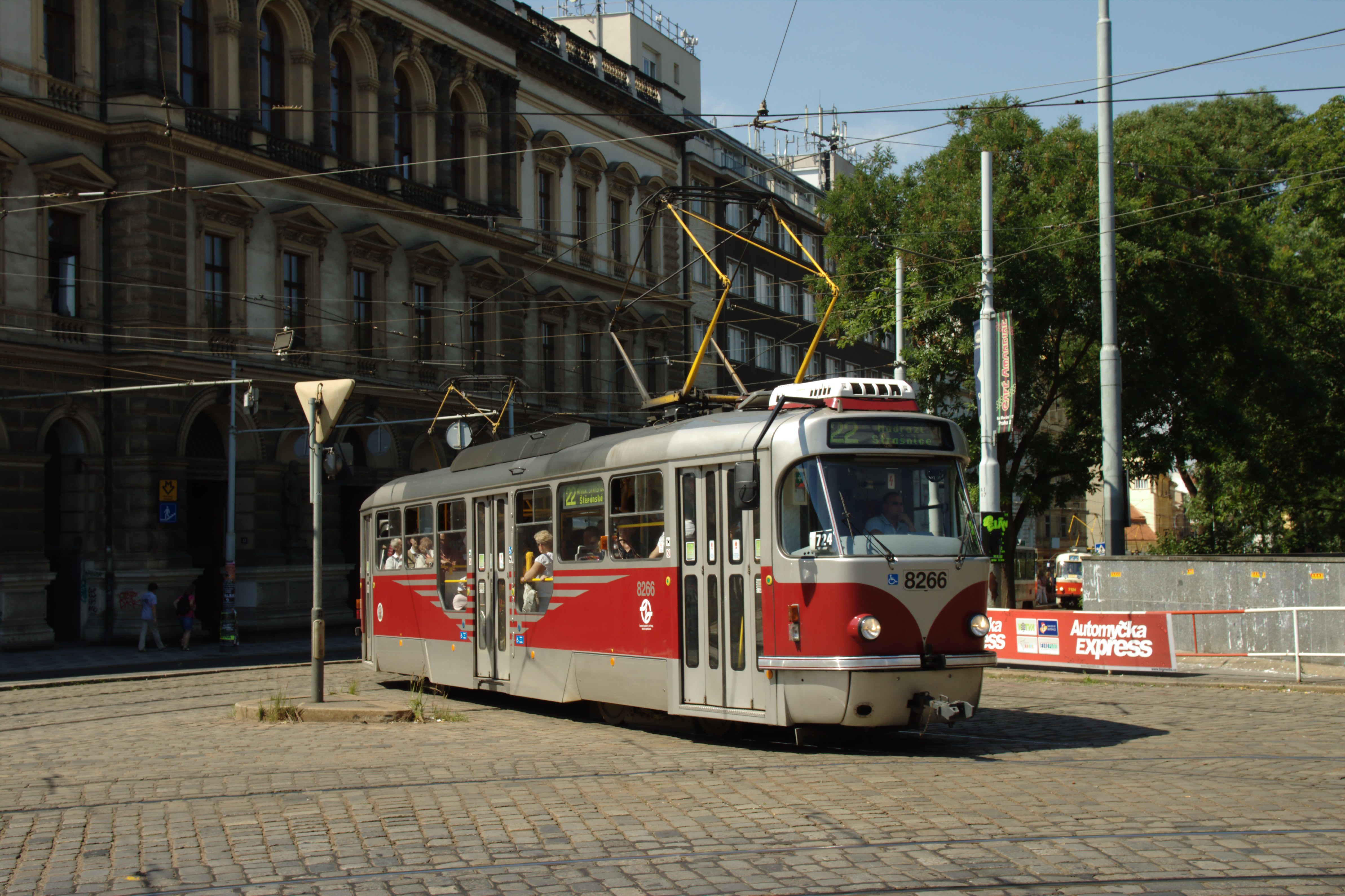
Tatra T3 met door TW Team gebouwd lagevloer deel.
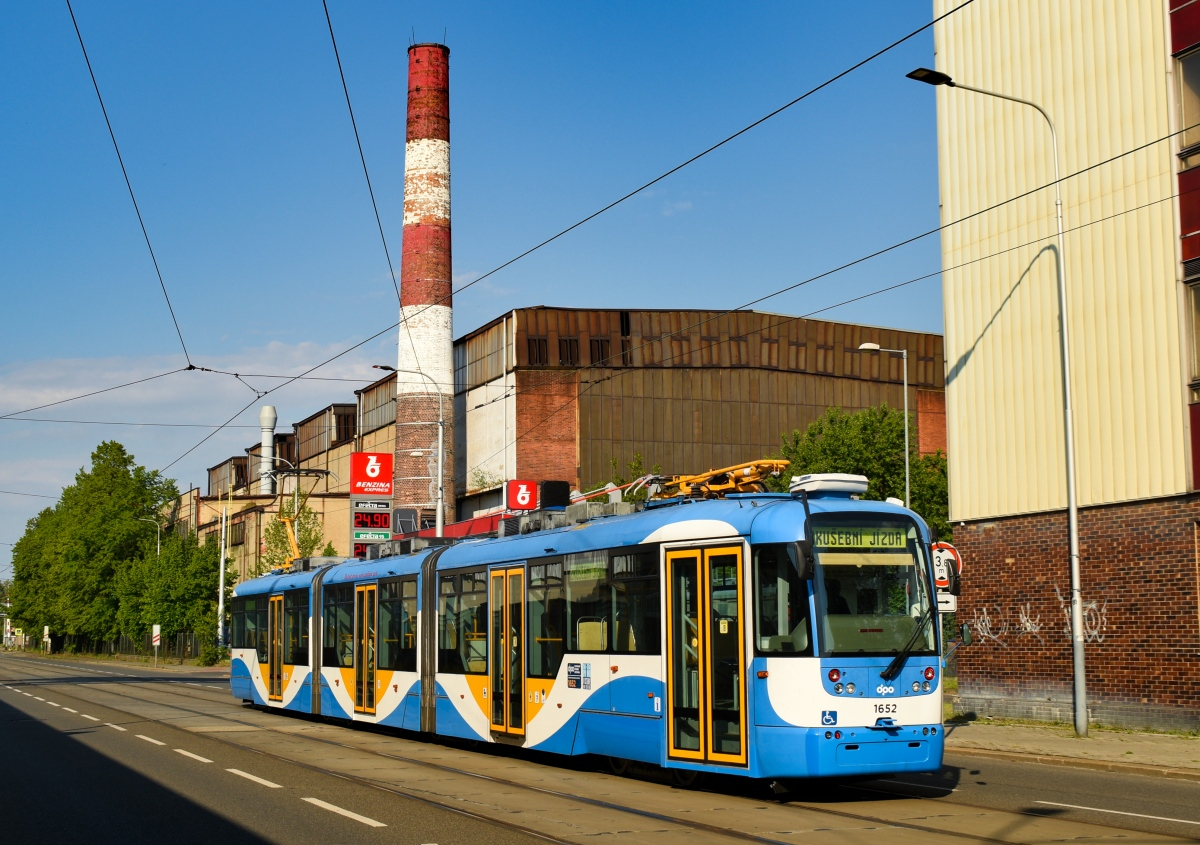
De LF3 is een gelede tram deels opgebouwd uit T3 onderdelen.
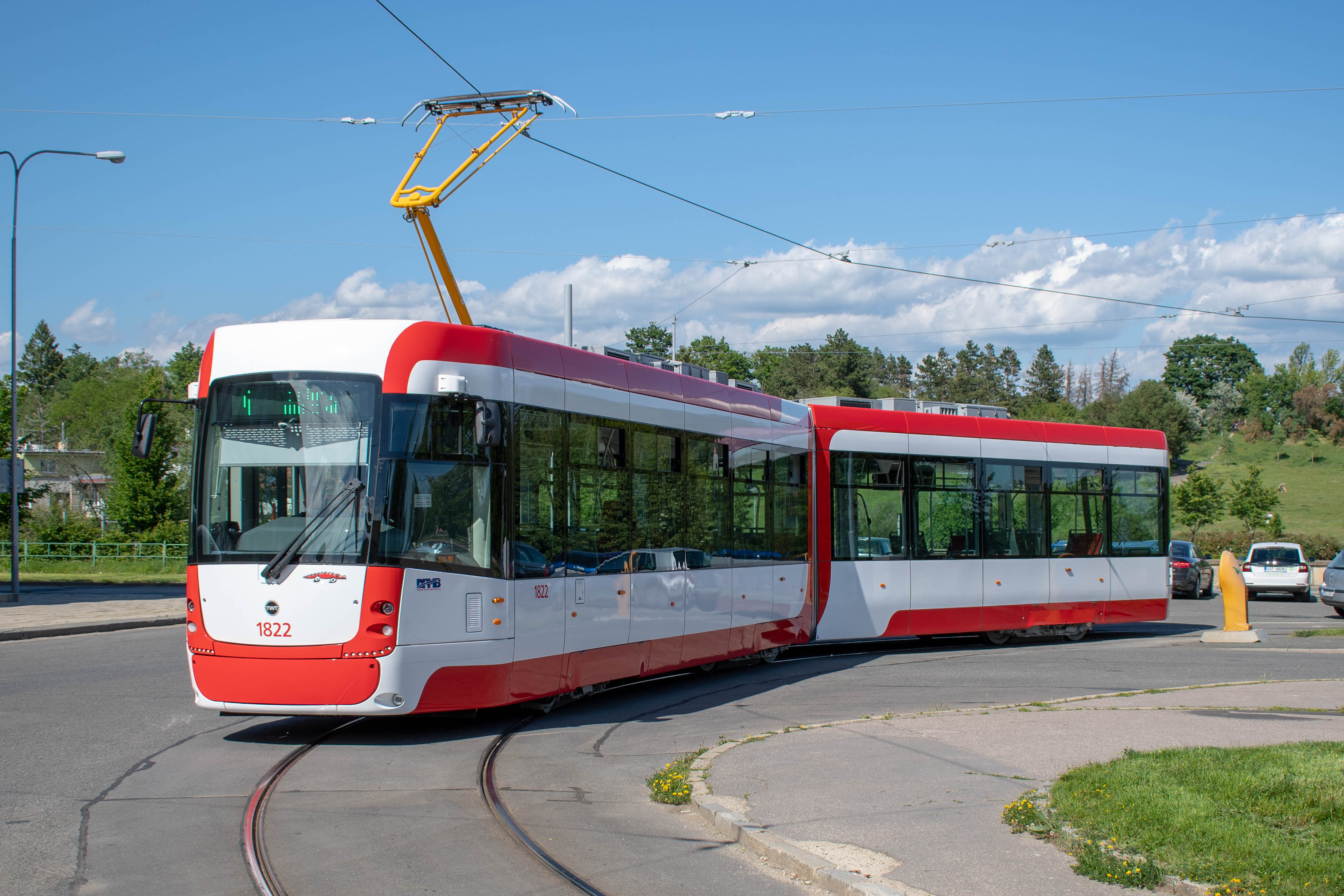
Een EVO 2 in dienst in Brno.

## Concurrenten
- Alstom
- Bombardier Transportation
- Siemens Mobility
- Škoda Transportation